# Duna de Rebiana
A duna de Rebiana ou Rabiana (em árabe: البحر رمال الربيانا), ou ergue de Rebiana ou Rabiana, é uma duna (ergue no jargão do deserto do Saara) do sudeste da Líbia cuja superfície é de aproximadamente 65 000 quilômetro quadrados. Junto a Calanchio e o transnacional grande mar de areia egípcio-líbio, Rebiana faz parte do deserto da Líbia.
A duna foi descrita em 1967 por Klitzsch como consistindo de sulcos de areia dirigido ao sudoeste e com espaçamento de 0.5–1.5 quilômetro, enquanto segundo Kanter em 1973, possui sulcos e corredores – com mais de 3 quilômetros de largura – em direção norte-nordeste e sul-sudoeste. Essas descrições foram corroboradas pelo estudo de Linsenbarth de 1996 e um mapa por satélite de Pachur e Altmann de 2006.